# Alexej Demerza
Alexej Demerza (* 12. September 2001) ist ein deutscher Handballspieler. Der linke Rückraumspieler spielt aktuell für die TSG Altenhagen-Heepen in der 3. Liga und wird bei Bedarf auch auf der Position Rückraum Mitte eingesetzt.

## Werdegang
Demerza begann seine Karriere im Alter von fünf Jahren bei der Spvg Versmold. Über die Ahlener SG, wo er in der B-Jugend-Oberliga spielte, wechselte er als A-Jugendlicher zu GWD Minden. Im Sommer 2020 rückte Demerza in den Kader der zweiten Mannschaft von GWD Minden auf und spielte fortan in der 3. Liga.
Im Dezember 2020 wurde Demerza mit einem Zweitspielrecht für den TV Emsdetten in der 2. Bundesliga ausgestattet. Am 23. Dezember 2020 gab er sein Zweitligadebüt im Spiel gegen den TuS N-Lübbecke. In der Saison 2021/22 gehörte er dem Profikader von GWD Minden an. Anschließend wechselte er zum Zweitligisten HC Empor Rostock. Nach der Hinrunde 2022/23 schloss er sich im Januar 2023 dem Oberligisten TSG Altenhagen-Heepen an, mit dem er am Saisonende 2022/23 in die 3. Liga aufstieg.

## Privates
Neben dem Handball studiert Alexej Demerza Informatik.